# Шютценауэр, Мартин
Мартин Шютценауэр (нем. Martin Schützenauer; род. 25 июня 1962, Вена) — австрийский бобслеист и легкоатлет-спринтер. Выступал за сборные Австрии по бобслею и лёгкой атлетике в 1990-х и 2000-х годах, серебряный призёр чемпионата мира по бобслею, многократный победитель и призёр первенств национального значения, действующий рекордсмен страны в эстафете 4 × 100 метров, участник четырёх зимних и одних летних Олимпийских игр.

## Биография
Мартин Шютценауэр родился 25 июня 1962 года в Вене, Австрия. Занимался лёгкой атлетикой в Холлабрунне в местном клубе ULC Weinland, выступал в спринтерском беге на дистанциях 60 и 100 метров.
Впервые заявил о себе в бобслее в сезоне 1992 года, когда стал разгоняющим во втором австрийском четырёхместном экипаже, возглавляемом пилотом Герхардом Райнером, и выступил на зимних Олимпийских играх в Альбервиле, где закрыл десятку сильнейших.
В 1994 году на Олимпийских играх в Лиллехаммере с пилотом Куртом Айнбергером занял 17-е место в двойках и шестое место в четвёрках.
В 1995 году в бобслейных четвёрках выиграл серебряные медали на чемпионате Европы в Альтенберге и на чемпионате мира в Винтерберге.
В 1996 добился определённых успехов в лёгкой атлетике, стал чемпионом Австрии в беге на 100 метров, на международном турнире Luzern Spitzenleichtathletik в швейцарском Люцерне установил ныне действующий национальный рекорд Австрии в эстафете 4 × 100 метров (39,16). Удостоился права защищать честь страны на летних Олимпийских играх в Атланте, вместе с соотечественниками Кристофом Пёстингером, Мартином Лахковиксом и Томасом Гриссером не смог выйти в финал эстафеты 4 × 100 метров.
В 1998 году с пилотом Хубертом Шёссером получил серебро на домашнем чемпионате Европы в Игльсе, стартовал в четвёрках на Олимпийских играх в Нагано — по итогам трёх заездов показал девятый результат.
В 1999 году в четвёрках взял бронзу на чемпионате Европы по бобслею в Винтерберге.
В 2002 году с пилотом Вольфгангом Штампфером принимал участие в Олимпийских играх в Солт-Лейк-Сити — занял седьмое место в двойках и 13-е место в четвёрках.